# Lepanthes cochleariifolia
Lepanthes cochleariifolia är en orkidéart som först beskrevs av Olof Swartz, och fick sitt nu gällande namn av Olof Swartz. Lepanthes cochleariifolia ingår i släktet Lepanthes och familjen orkidéer.
Artens utbredningsområde är Jamaica. Inga underarter finns listade i Catalogue of Life.